# Tipula dorica
Tipula dorica är en tvåvingeart som beskrevs av Mannheims 1965. Tipula dorica ingår i släktet Tipula och familjen storharkrankar. Inga underarter finns listade i Catalogue of Life.